# Cal·líades (escultor)
Cal·líades (en llatí Calliades, en grec antic Καλλιάδης) fou un escultor grec esmentat per Tacià del que només se sap que va fer una estàtua de l'hetera Neaera, segons diu també Plini el Vell a la Naturalis Historia.